# The Biggest Ragga Dancehall Anthems 2009
The Biggest Ragga Dancehall Anthems 2009 – dziesiąty album z serii kompilacji The Biggest Ragga Dancehall Anthems, wydany 20 października 2009 roku przez londyńską wytwórnię Greensleeves Records. 

## Lista utworów
1. Chino - "Never Change"
2. Jah Vinci - "Wipe Those Tears"
3. Laden - "Inna Life"
4. Vybz Kartel - "Mama"
5. Chase Cross - "Better Dayz"
6. Mavado - "Dem Alone"
7. Assassin - "Pre Dis"
8. Mavado - "Neva Believe You"
9. Black Ryno - "Bend Over"
10. Busy Signal - "Da Style Deh"
11. Mavado - "Sweetest Time"
12. Demarco - "She Can't Wait"
13. Vybz Kartel & Gaza Indu - "Come Breed Me"
14. Vybz Kartel & Gaza Indu - "Virginity"
15. Konshens - "Straight Forward"
16. Chino - "Pon Your Head"
17. T'Nez - "Turn My Life Around"
18. Assassin - "Priority"